# Oscar Turner (Politiker, 1825)

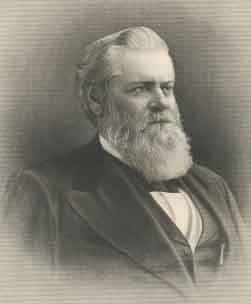
Oscar Turner

Oscar Turner (* 3. Februar 1825 in New Orleans, Louisiana; † 22. Januar 1896 in Louisville, Kentucky) war ein US-amerikanischer Politiker. Zwischen 1879 und 1885 vertrat er den Bundesstaat Kentucky im US-Repräsentantenhaus.

## Werdegang
Bereits im Jahr 1826 zog Oscar Turner mit seinen Eltern in das Fayette County in Kentucky, wo er die öffentlichen Schulen besuchte. 1843 ließ er sich im Ballard County nieder. Nach einem Jurastudium an der Transylvania University in Lexington und seiner 1847 erfolgten Zulassung als Rechtsanwalt begann er in seinem neuen Beruf zu arbeiten.
Nach dem Bürgerkrieg begann Turner eine politische Laufbahn. Zwischen 1867 und 1871 saß er im Senat von Kentucky. Bei den Kongresswahlen des Jahres 1878 wurde Turner als unabhängiger Kandidat im ersten Wahlbezirk von Kentucky in das US-Repräsentantenhaus in Washington, D.C. gewählt. Dort trat er am 4. März 1879 die Nachfolge von Andrew Boone an. Nach zwei Wiederwahlen konnte er bis zum 3. März 1885 drei zusammenhängende Legislaturperioden im Kongress absolvieren. Zwischenzeitlich schloss er sich der Demokratischen Partei an. Seine zweite Amtszeit zwischen 1881 und 1883 absolvierte er als deren Kandidat im US-Repräsentantenhaus.
Nach dem Ende seiner Zeit im Kongress praktizierte Oscar Turner wieder als Anwalt. Er starb am 22. Januar 1896 in Louisville. Sein Sohn Oscar (1867–1902) vertrat zwischen 1899 und 1901 ebenfalls den Staat Kentucky im Kongress.